# Narcotráfico en Cuba
La Implicación de Cuba en el tráfico de drogas es de larga data. Desde antes de la revolución cubana, Cuba era uno de los más importantes centros de operaciones de la mafia con respecto a los juegos de azar. 

## Antes de la revolución cubana

### Primeros negocios
Cuba era un importante centro de operaciones para la mafia. Tras la prohibición de la venta de bebidas alcohólicas en Estados Unidos con la Ley Seca, la isla de Cuba se convirtió en un destino atractivo para la mafia debido a su cercanía con Estados Unidos y la corrupción de las autoridades debido a la inestabilidad política reinante. Para 1924, Cuba se había convertido en el principal centro de operaciones para el contrabando de licor, narcóticos e inmigrantes ilegales. Esto llevó a que en 1926 se firmaran tres acuerdos entre Estados Unidos y Cuba para combatir la problemática, sin mucho éxito. En 1936 se puso en marcha la Convención de la Sociedad de las Naciones sobre narcóticos, que disponía la creación de cuerpos policiales en los países involucrados para el combate del tráfico de drogas. Cuba ratificó la convenció 11 años más tarde. Durante los gobiernos de Ramón Grau San Martín, Carlos Prío Socarrás y Fulgencio Batista, los narcotraficantes tenían influencia en mandos medios del poder ejecutivo y principalmente en el poder judicial. Según Sáenz:
“el problema de la impunidad en cuanto al narcotráfico en Cuba durante el segundo gobierno de Batista estuvo más relacionada con el poder judicial que con el ejecutivo y que, en algunos casos clave, el gobierno sí colaboró para aprehender y deportar varios criminales extranjeros".

### La Conferencia de La Habana
En 1946, en el Hotel Nacional se lleva a cabo la Conferencia de La Habana, una importante cumbre de capos de la mafia donde se discutió asuntos políticos y de negocios. Entre los participantes de la Conferencia de La Habana estuvieron Meyer Lansky, Albert Anastacia, Frank Costello, Lucky Luciano, Santo Trafficante, Jr. y Vito Genovese. Durante la conferencia el negocio de los juegos de azar en Estados Unidos y Cuba fue repartido entre los participantes. Meyer tenía el objetivo de convertir a Cuba en el destino por excelencia en El Caribe para los jugadores de juegos de azar. En Cuba, el negocio de los casinos era legal y representaba amplios ingresos en comparación con otras actividades como el tráfico de drogas.

### Dictadura de Fulgencio Batista
La relación entre Fulgencio Batista y la mafia data desde 1933, cuando conoció a Meyer Lansky. En 1952, Fulgencio Batista da un golpe de Estado iniciando su segundo mandato. Para Batista, Cuba debía reducir la dependencia del negocio azucarero e impulsar el turismo así como los casinos. En 1955, Batista promueve una ley que facilita la construcción de hoteles y la instalación de casinos. La proliferación de casinos, la corrupción y la prostitución hacen que Cuba sea considerada como el "prostíbulo de América". Batista fue uno de los beneficiados de los ingresos provenientes de los juegos de azar. Sin embargo, en 1959, tras la revolución cubana y la huida de Batista a República Dominicana, el negocio de los juegos de azar entra en crisis.

## Luego de la revolución cubana

### Crisis de la mafia
El triunfo de la revolución cubana en 1959 hizo que el negocio de la mafia fuera afectado. Cuba dejó de ser el centro de operaciones de la mafia y esta se trasladó a Estados Unidos. Los hoteles que operaba la mafia fueron expropiadas por el régimen cubano. Esto hizo que algunos capos de la mafia colaboraran con la CIA para desestabilizar al régimen de Castro, aunque se reportó que algunos capos de la mafia empezaron a tener tratos con Fidel Castro y actuaron de agente doble advirtiendo a Castro de las operaciones de la CIA contra él.

### Testimonio de Jaime Guillot Lara
El narcotraficante y traficante de armas colombiano Jaime Guillot Lara implicó a varios funcionarios del gobierno cubano con su testimonio a autoridades de Estados Unidos en 1982. Jaime Guillot acusó a los funcionarios cubanos de permitir que Cuba fuera utilizada como estación de carga y fuente de suministros para los contrabandistas de drogas que operaban entre Colombia y los EE. UU. entre octubre de 1979 y enero de 1981. La acusación también nombró al vicealmirante cubano Aldo Santamaría Cuadrado y al embajador cubano en Colombia Fernando Rovelo-Renedo. Según el relato de la DEA, la operación de contrabando dependía de la flota de barcos nodriza de Guillot Lara, todos con el nombre en código "Viviana" para su reconocimiento por parte de la marina cubana.
Los detalles revelados fueron utilizados para abrir procesos legales en contra de varios funcionarios del gobierno cubano, incluyendo al embajador Fernando Ravelo Renedo. Tras conocer los detalles que divulgó Guillot Lara, agentes del DGI viajaron a Ciudad de México y transportaron a Guillot Lara a Cuba. Guillot Lara murió en una prisión cubana de un infarto en abril de 1991.

### Testimonio de Jhon Jairo Velásquez
Jhon Jairo Velásquez alias "Popeye", uno de los jefes de sicarios del Cartel de Medellín,  en su libro "El verdadero Pablo" señala una supuesta red de narcotráfico que pasaba por Colombia, México, Cuba y Estados Unidos. Señala que la operación, que duró 2 años, fue conducida:
"por los militares cubanos al mando del general Ochoa y el oficial Tony de la Guardia, bajo instrucciones directas de Raúl Castro".

### Causa número 1
En 1989 se anunció por medio del periódico oficialista Granma el arresto de mutiples militares entre los que destacan el general Arnaldo Ochoa Sánchez y el coronel Antonio de la Guardia, implicados en graves caso de corrupción y narcotráfico. Después de un controversial juicio serían fusilados. Para algunos[¿según quién?] el juicio fue una estrategia para desviar la atención sobre los supuestos vínculos del gobierno con Pablo Escobar.